# Su cara su sonrisa
Su cara su sonrisa este a doua compilație a lui Al Bano publicată în Spania în 1973. Conține melodii de pe albumele anterioare, traduse și cântate în spaniolă.

## Track list
1. La historia de Maria  (Maurizio Fabrizio, Bruno Lauzi)
2. Amor de medianoche  (Albano Carrisi, Vito Pallavicini)
3. Mireya  (Gianni Minà, Albano Carrisi)
4. La casa del amor  (Albano Carrisi, Romina Power, Luciano Beretta)
5. Taca taca banda  (Leathwood, Sulsh, Vito Pallavicini)
6. En silencio  (Albano Carrisi, Vito Pallavicini)
7. Su cara su sonrisa  (Vito Pallavicini, Fryderyk Chopin, Detto Mariano, Albano Carrisi))
8. El sol duerme  (Albano Carrisi, Vito Pallavicini)
9. Ave Maria  (Vito Pallavicini, Franz Schubert, Detto Mariano, Albano Carrisi))
10. El prado Del cariño  (Albano Carrisi, Vito Pallavicini)
11. Noches de seda  (Gino Mescoli, Vito Pallavicini)
12. Angeles sin paraiso  (Vito Pallavicini, Franz Schubert, Detto Mariano, Albano Carrisi))